# Majestica
Majestica ist eine schwedische Symphonic-/Power-Metal-Band aus Boden, die im Jahr 2000 in Umeå als ReinXeed gegründet wurde.

## Bandgeschichte
ReinXeed wurde 2000 als Band gegründet. Neben einer Website entstanden einige Demoaufnahmen, doch die restlichen Mitglieder verloren irgendwann das Interesse an der Band. Tommy Johansson führte die Band danach unter dem Pseudonym Tommy ReinXeed als Soloprojekt weiter.
2008 lernt er Christian Liljegren (ex-Narnia) kennen, der ihn für Rivel Records unter Vertrag nimmt. Mit Schlagzeuger Jani Stefanović entstand das erste Album The Light (2008). Die restlichen Instrumente wurden von Johansson selbst in seinem Heimstudio eingespielt. Offiziell war jedoch Matthias Lindgren als Schlagzeuger aufgeführt, der auf dem nächsten Album Higher mitspielte, jedoch die Band wegen seiner Hauptband Royal Jester verließ. Auf dem Album Higher engagierte Johansson erstmals Gastmusiker und verlegte den Bandmittelpunkt nach Boden. Es folgten mit wechselnden Gastmusikern die Alben Majestic (2010) und 1912 (2011).
Anschließend veröffentlichte Tommy Johansson die Kompilation Swedish Hitz Goes Metal, auf der er Hits der schwedischen Bands ABBA, Roxette und Ace of Base coverte. Bereits vorher hatte er auf YouTube diverse Coverversionen veröffentlicht. 2012 folgte das Album Welcome to the Theatre auf Liljegren Records.
Nachdem Tommy Johansson im Jahr 2016 als Gitarrist bei der schwedischen Power-Metal-Band Sabaton eingestiegen war, pausierte die Band zunächst.
Im Juni 2019 veröffentlichte die letzte ReinXeed-Besetzung (Johannsson, Oriz und David), am Schlagzeug unterstützt durch Uli Kusch, unter dem neuen Bandnamen Majestica das Album Above the Sky.
Am 4. Dezember 2020 veröffentlichte Majestica das Album A Christmas Carol , welches die Erzählung A Christmas Carol von Charles Dickens musikalisch interpretiert.

## Musik und Rezeption
Majesticas Musikstil ist Symphonic Power Metal im Stile der Vorreiterbands Dragonforce, Kamelot, Sonata Arctica und Rhapsody of Fire. Als zusätzliche Inspirationsquelle dienen Soundtracks und die Musik der 1980er, beispielsweise Gary Moore und Robby Valentine. Die Musik enthält Chöre und ist eher im schnellen Tempobereich angesiedelt. Von Musikkritikern wird häufig die fehlende Eigenständigkeit bemängelt. Die Band ist vor allem in Japan erfolgreich.

## Diskografie

### Studioalben
Als ReinXeed
- 2008: The Light (Rivel Records)
- 2009: Higher (Rivel Records)
- 2010: Majestic (King Records)
- 2011: 1912 (Rivel Records)
- 2012: Welcome to the Theater (Liljegren Records)
- 2013: A New World

Als Majestica
- 2019: Above the Sky (Nuclear Blast)
- 2020: A Christmas Carol (Nuclear Blast)
- 2025: Power Train (Nuclear Blast)

### Kompilation
- 2011: Swedish Hitz Goes Metal (King Records)
- 2013: Swedish Hitz Goes Metal, Vol II

### Sonstige Veröffentlichungen
- 2002: Future Land (Demo)
- 2004: Lionheart (EP, Eigenproduktion)